# Fred Alsop
Fred Alsop, wł. Frederick John Alsop (ur. 20 października 1938 w Plaistow w London Borough of Newham) – brytyjski lekkoatleta, specjalista trójskoku i skoku w dal, dwukrotny medalista igrzysk Imperium Brytyjskiego i Wspólnoty Brytyjskiej, trzykrotny olimpijczyk.

## Kariera sportowa
Na igrzyskach Brytyjskiej Wspólnoty Narodów reprezentował Anglię, a na pozostałych dużych imprezach międzynarodowych Wielką Brytanię.
Zajął 12. miejsce w trójskoku i 13. miejsce w skoku w dal na igrzyskach olimpijskich w 1960 w Rzymie. Odpadł w kwalifikacjach trójskoku na mistrzostwach Europy w 1962 w Belgradzie.
Zdobył brązowy medal w trójskoku, przegrywając tylko z Australijczykami Ianem Tomlinsonem i Johnem Baguleyem, a także zajął 9. miejsce w skoku w dal na igrzyskach Imperium Brytyjskiego i Wspólnoty Brytyjskiej w 1962 w Perth. Zajął 4. miejsce w finale trójskoku na igrzyskach olimpijskich w 1964 w Tokio, przegrywając tylko z medalistami Józefem Szmidtem, Olegiem Fiedosiejewem i Wiktorem Krawczenko. Na tych samych igrzyskach odpadł w kwalifikacjach skoku w dal.
Ponownie zdobył brązowy medal w trójskoku (za Nigeryjczykami Samuelem Igunem i  George’em Oganem) oraz zajął 12. miejsce w skoku w dal na igrzyskach Imperium Brytyjskiego i Wspólnoty Brytyjskiej w 1966 w Kingston. Zajął 12. miejsce w trójskoku na mistrzostwach Europy w 1966 w Budapeszcie i odpadł w kwalifikacjach tej konkurencji na igrzyskach olimpijskich w 1968 w Meksyku.
Alsop był mistrzem Wielkiej Brytanii (AAA) w skoku w dal w 1960, 1963 i 1965 oraz w trójskoku w 1960, 1961, 1964, 1965 i 1967, wicemistrzem w trójskoku w 1966, 1968 i 1969, a także brązowym medalistą w skoku w dal w 1961 i 1964 oraz w trójskoku w 1963. Był również halowym mistrzem Wielkiej Brytanii (AAA) w skoku w dal w 1962 i 1965 i w trójskoku w 1965, 1967 i 1968 oraz wicemistrzem w skoku w dal w 1964 i 1967.
Siedmiokrotnie ustanawiał rekord Wielkiej Brytanii w trójskoku do wyniku 16,46 m, osiągniętego 16 października 1964 w Tokio (poprawionego dopiero w 1976 przez Astona Moore’a).

## Rekordy życiowe
Frad Alsop miał następujące rekordy życiowe:
- skok w dal – 7,74 m (6 czerwca 1964, Gandawa)
- trójskok – 16,46 m (16 października 1964, Tokio)